# Mirosternus peles
Mirosternus peles là một loài bọ cánh cứng thuộc họ Ptinidae.